# Ichneumon infucatus
Ichneumon infucatus là một loài tò vò trong họ Ichneumonidae.